# Jeremy Veal
Jeremy Veal (Los Angeles, 2 maggio 1976) è un ex cestista statunitense, professionista nella NBDL, in Europa e in Sudamerica.